# فرودگاه منطقه‌ای نورث‌وست آلاباما
فرودگاه منطقه‌ای نورث‌وست (آلاباما) (به انگلیسی: Northwest Alabama Regional Airport) یک فرودگاه همگانی بهره‌برداری هوایی با کد یاتا MSL است که یک باند فرود آسفالت دارد و طول باند آن ۲۰۴۰ متر است. این فرودگاه در کشور ایالات متحده آمریکا قرار دارد و در ارتفاع ۱۶۸ متری از سطح دریا واقع شده است.